# James Archer
James Archer (Edimburgo, 10 giugno 1823 – Haslemere, 3 settembre 1904) è stato un pittore britannico.

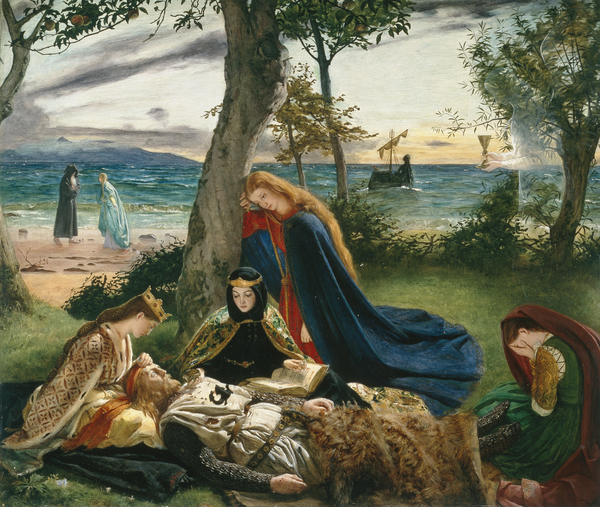
La morte di Re Artù (1860; Manchester City Art Gallery).

I suoi lavori più conosciuti sono i ritratti in costume, le scene medioevali e dipinti di ambientazione arturiana.

## Biografia
James Archer è nato a Edimburgo, primo di quattro figli di Andrew Archer, un dentista, e di sua moglie, Ann Cunningham Gregory. Sua sorella era Georgina Archer che fondò un primo college per donne in Germania. La famiglia viveva al 25 di Hanover Street nella First New Town, vicino a Princes Street.
Ha studiato alla Royal High School e ha studiato alla Trustee's Academy di Edimburgo sotto Sir William Allan e Thomas Duncan. Nel 1840 fu accettato come studente alla Royal Scottish Academy e vi espose per la prima volta nel 1842, con il dipinto biblico The Child St John in the Wilderness. Divenne socio dell'Accademia nel 1850 e nel 1858 Accademico (RSA).

## Musei
Elenco dei musei che espongono opere dell'artista:
- Manchester Art Gallery